# Llista de governadors de Michoacán

Escut de Michoacan

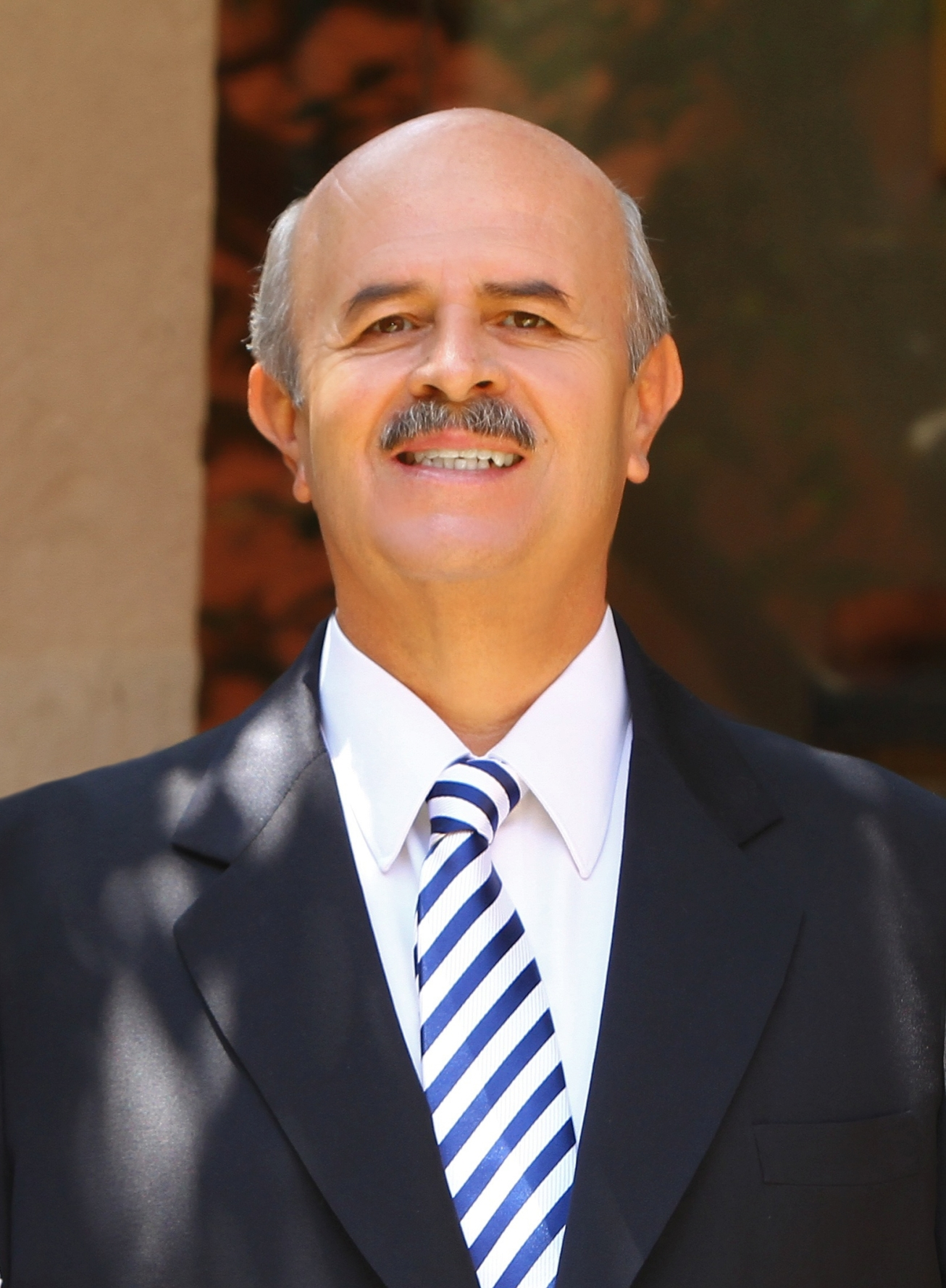
Fausto Vallejo

Aquesta és la llista de governadors de Michoacán. Segons la Constitució Política de l'Estat Lliure i Sobirà de Michoacán de Ocampo, l'exercici del Poder Executiu d'aquesta entitat mexicana, es diposita en un sol individu, que es denomina Governador Constitucional de l'Estat Lliure i Sobirà de Michoacán de Ocampo i que és elegit per a un període de 6 anys no reeligibles per cap motiu. El període governamental comença el dia 15 de febrer de l'any de l'elecció i acaba el 14 de febrer després d'haver transcorregut sis anys.
L'estat de Michoacán va ser creat en 1824 i és un dels estats originals de la federació, per la qual cosa al llarg de la seva vida històrica ha passat per tots els sistemes de govern vigents a Mèxic, tant el sistema federal com el sistema central, per la qual cosa la denominació de l'entitat ha variat entre estat i departament; variant juntament amb ella, la denominació del titular del Poder Executiu de l'Estat.
Els individus que han ocupat la Governatura de l'Estat de Michacán, en les seves diferents denominacions, han estat els següents:

## Governadors de l'Estat Lliure i Sobirà de Michoacán de Ocampo
- (1825) : Antonio Castro
- (1847) : Melchor Ocampo
- (1852) : Francisco Silva
- (1853) : José de Ugarte
- (1856) : Gregorio Ceballos
- (1857) : Santos Degollado
- (1861) : Epitacio Huerta
- (1865) : Vicente Riva Palacio
- (1876) - 1891) : Mariano Jiménez
- (1891): Epifanio Reyes.
- (1891 - 1911) : Aristeo Mercado
- (1911 - 1911) : Felipe de Jesús Tena
- (1912 - 1913) : Miguel Silva
- (1913 - 1915) : Gertrudis Sánchez
- (1915 - 1917) : Alfredo Elizondo
- (1917) : José Rentería Luviano
- (1917) : Pascual Ortiz Rubio
- (1918) : Porfirio García de León
- (1919) : Francisco Ortiz Rubio
- (1920) : Rafael Álvarez
- (1920) : Francisco J. Múgica
- (1920) : Celerino Luviano
- (1920) : José Rentería Luviano
- (1921) : Primo Serranía Mercado
- (1921) : Jesús Magaña Soto
- (1921) : Silvestre Guerrero
- (1922 - 1924) : Sidronio Sánchez Pineda
- (1924 - 1928): Enrique Ramírez Aviña
- (1928): Luis Méndez
- (1928 - 1929): Lázaro Cárdenas del Río
- (1929 - 1930): Dámaso Cárdenas del Río
- (1930): Lázaro Cárdenas del Río
- (1930 - 1931): Gabino Vázquez
- (1931 - 1932): Lázaro Cárdenas del Río
- (1932 - 1934): Benigno Serrato
- (1934 - 1935): Rafael Sánchez Tapia
- (1936 - 1936): Rafael Ordorica
- (1936 - 1939): Gildardo Magaña Cerda
- (1939): Arnulfo Ávila
- (1939 - 1940): Conrado Magaña
- (1940 - 1944): Félix Ireta Viveros
- (1944 - 1949): José María Mendoza Pardo
- (1949 - 1950): Daniel T. Rentería
- (1950 - 1956): Dámaso Cárdenas del Río
- (1956 - 1962): David Franco Rodríguez
- (1962 - 1968): Agustín Arriaga Rivera
- (1968 - 1970): Carlos Gálvez Betancourt
- (1970 - 1974): Servando Chávez Hernández
- (1974 - 1980): Carlos Torres Manzo
- (1980 - 1986): Cuauhtémoc Cárdenas Solórzano
- (1986 - 1988): Luis Martínez Villicaña
- (1988 - 1992): Genovevo Figueroa Zamudio
- (1992): Eduardo Villaseñor Peña
- (1992 - 1996): Ausencio Chávez Hernández
- (1996 - 2002): Víctor Manuel Tinoco Rubí
- (2002 - 2008): Lázaro Cárdenas Batel
- (2008 - 2012): Leonel Godoy Rangel
- (2012 - 2015): Fausto Vallejo Figueroa
- (2013): Jesús Reyna García (Interí)